# Línea de ferrocarril Boten-Vientián
La línea de ferrocarril Boten-Vientián (a veces denominada ferrocarril China-Laos) se extiende 414 kilómetros entre Vientián, capital de Laos, y la ciudad de Boten, fronteriza con China. Se trata de una línea en construcción de ancho internacional (1.435 mm) de una sola vía y electrificada, con capacidad para operar trenes de altas prestaciones (160 km/h). Se trata del mayor proyecto de obra pública desarrollado en Laos.
El extremo norte de la línea estará conectado con el sistema ferroviario chino en la ciudad de Mohan, a través de la línea Yuxi–Mohan. Por el lado sur se encontrará con la línea ya existente de ancho métrico en Thanaleng, que conecta con Tailandia vía Nong Khai. Está en construcción una línea de alta velocidad de ancho internacional hasta Bangkok, la cual se espera esté terminada en 2028. Cuando se finalice, la línea de ferrocarril Boten-Vientián será parte central de la línea de ferrocarril Kunming-Singapur.
La línea Boten-Vientián forma parte de la Iniciativa de la Franja y la Ruta de inversiones chinas en el extranjero para favorecer el comercio de China con otros países.